# Фукуяма
 Тази статия е за града в Япония.  За американския философ вижте Франсис Фукуяма.  
Град Фукуяма (по английската Система на Хепбърн Fukuyama) е разположен по поречието на река Ашида в префектура Хирошима, Япония. Населението на града е 463 020 жители.(по приблизителна оценка към октомври 2018 г.). Фукуяма е вторият по големина град в префектурата след Хирошима. Символът на Фукуяма е розата, заради ежегодния Празник на розата. Фукуяма е побратимен с град Казанлък, България заради провеждащия се всяка година празник на розата в Казанлък.

## Побратимени градове
- Казанлък, България
- Хамилтън, Канада